# 乌尔比诺公爵宫庭院
43°43′26.82″N 12°38′11.36″E / 43.7241167°N 12.6364889°E

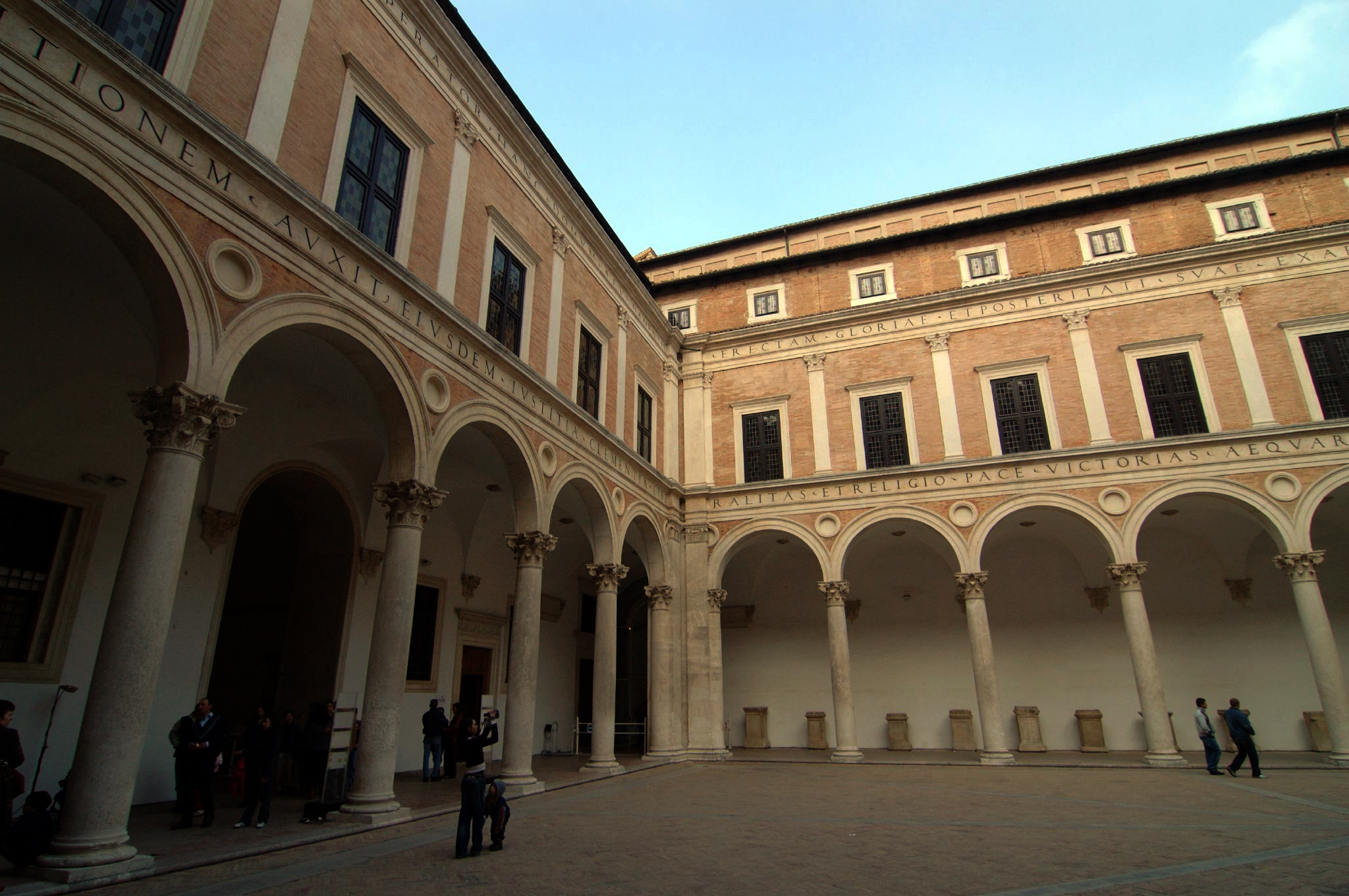

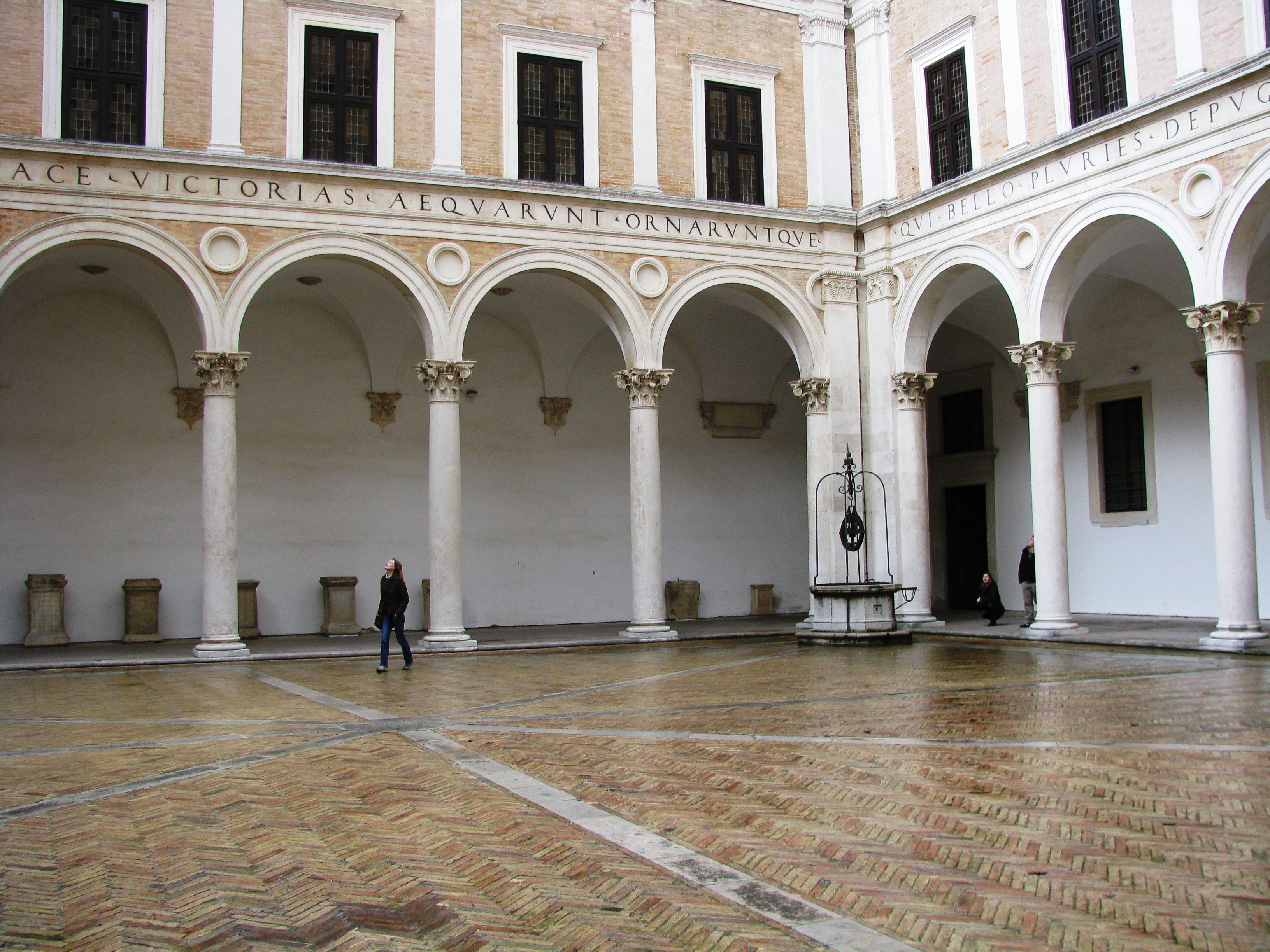

乌尔比诺公爵宫庭院（Cortile di palazzo Ducale di Urbino）是费德里科·达·蒙特费尔特罗的文艺复兴宫殿乌尔比诺公爵宫的中心，由卢恰诺·劳雷纳（Luciano Laurana）在1466年–1472年之间修建。
乌尔比诺公爵宫庭院是公爵宫新扩建建筑的枢纽，连接了原有的建筑物，其柱廊设计注重空与满的节奏性交替，创造了一个充满文艺复兴风格的环境，成为文艺复兴都市乌尔比诺的象征性成就之一。

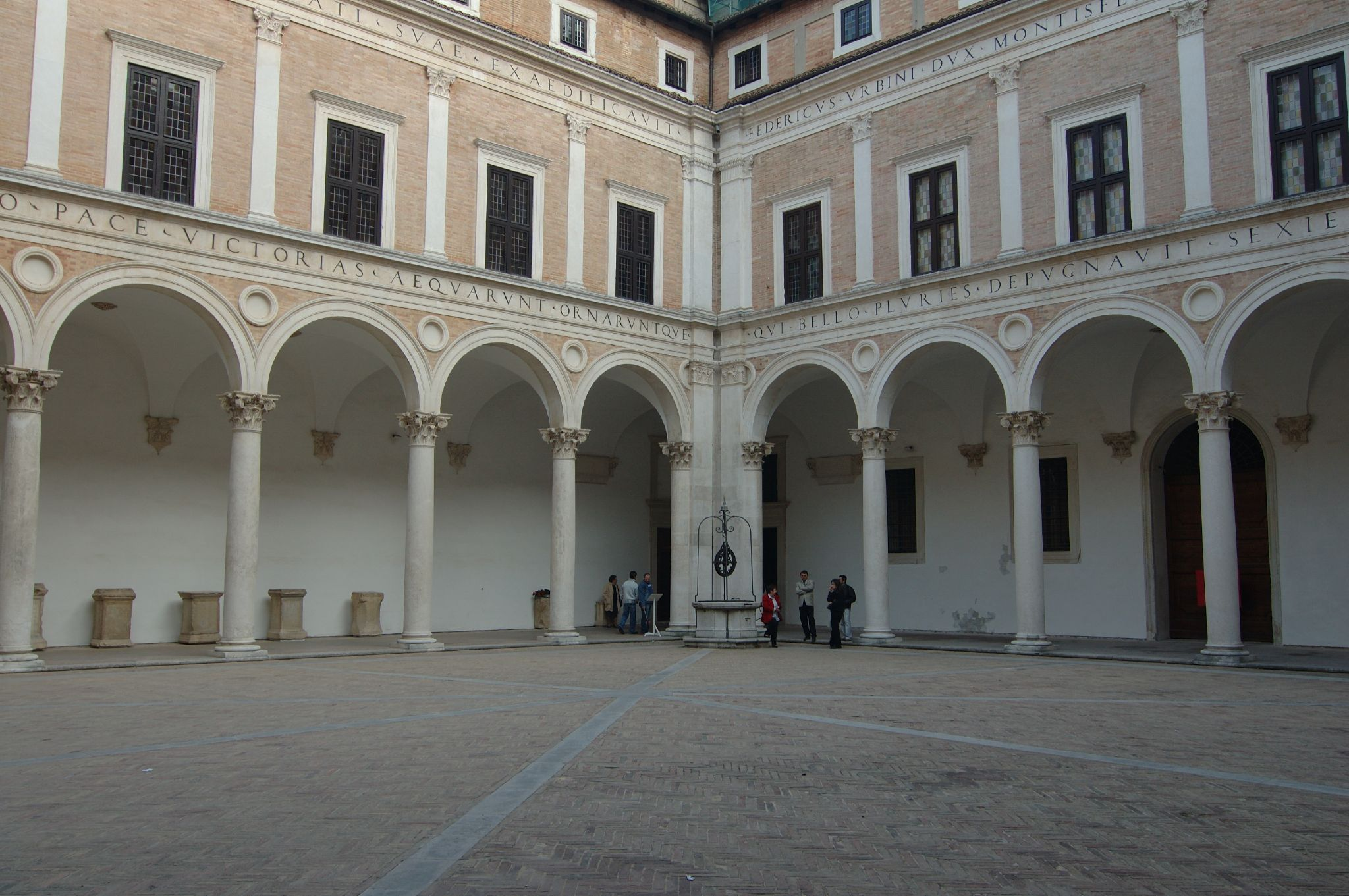